# Slåttestjärnen (Degerfors socken, Västerbotten, 716072-165776)
Slåttestjärnen är en sjö i Vindelns kommun i Västerbotten och ingår i Umeälvens huvudavrinningsområde. Sjön har en area på 0,0725 kvadratkilometer och ligger 210,4 meter över havet.

## Delavrinningsområde
Slåttestjärnen ingår i det delavrinningsområde (715995-165795) som SMHI kallar för Ovan Degermyrbäcken. Medelhöjden är 228 meter över havet och ytan är 38,89 kvadratkilometer. Räknas de 8 avrinningsområdena uppströms in blir den ackumulerade arean 113,45 kvadratkilometer. Ekorrbäcken som avvattnar avrinningsområdet har biflödesordning 3, vilket innebär att vattnet flödar genom totalt 3 vattendrag innan det når havet efter 127 kilometer. Avrinningsområdet består mestadels av skog (80 procent) och sankmarker (13 procent). Avrinningsområdet har 0,86 kvadratkilometer vattenytor vilket ger det en sjöprocent på 2,2 procent.